# N'-formil-quinurenina
N′-formilquinurenina é um intermediário no catabolismo do triptofano. É o derivado formilado da quinurenina.